# Денисов Дмитро Анатолійович
Дмитро́ Анато́лійович Дени́сов — капітан Збройних сил України.

## З життєпису
Станом на березень 2018 року — начальник штабу батальйону, Міжнародний центр миротворчості та безпеки.

## Нагороди
За особисту мужність і героїзм, виявлені у захисті державного суверенітету та територіальної цілісності України, вірність військовій присязі під час російсько-української війни нагороджений
- орденом Богдана Хмельницького III ступеня (4.12.2014).